# Wybory parlamentarne na Haiti w 2015 roku
Wybory parlamentarne na Haiti odbyły się w niedzielę 9 sierpnia 2015 roku. Do głosowania było uprawnionych 5,8 mln Haitańczyków. Haitańczycy bezpośrednio głosowali na 99 członków do Izby Deputowanych (liczącej w sumie 105 członków) i na 20 członków 30-osobowego Senatu. Do Izby Deputowanych i Senatu ubiegało się ponad 1800 kandydatów z 128 partii politycznych. Frekwencja wyniosła 18%.
Wybory parlamentarne były odkładane od 4 lat. Ze względu na niestabilną sytuację w państwie nie przeprowadzono głosowania w 2011 i 2014 roku. W styczniu 2015 roku rozwiązano dotychczasowy parlament, który praktycznie nie funkcjonował od dłuższego czasu. W marcu 2015 roku ogłoszono termin wyborów parlamentarnych oraz prezydenckich.

## Przebieg
Przebieg wyborów był zakłócany przez liczne incydenty. Łącznie w około 50. lokalach wyborczych (spośród ok. 1500) doszło do naruszeń. Zanotowano liczne opóźnienia w otwarciu lokali wyborczych. W niedzielę rano nieznany sprawcy zdewastowali w Port-au-Prince trzy lokale wyborcze, przewracając urny i rozrzucając karty do głosowania. W wyniku incydentów 26 lokali wyborczych przerwało pracę do południa. W późniejszych godzinach podpalono 3 inne lokale oraz doszło do starć z policją.
W kilku lokalach w wyniku bałaganu w spisach wyborców odmawiano wydania kart do głosowania niektórym osobom. Łącznie około 5% uprawnionych do głosowania nie miała szansy zagłosować.
Przewodnicząca misji obserwacyjnej UE Elena Valenciano stwierdziła, że "mimo incydentów w niektórych lokalach wyborczych, problemy na ogół są korygowane".

## Wyniki
28 września podano oficjalne wyniki. Do Izby Deputowanych i Senatu trafili kandydaci partii Inite Patriyotik, Vérité, Haiti in Action oraz Parti Haïtien Tèt Kale.